# استاروسعیدوو
استاروسعیدوو (انگلیسی: Starosaitovo) یک شهرک در شهرستان ایشیمبایسکی استان باشقیرستان کشور روسیه است.